# Nordsjö, Västergötland
Nordsjö är en sjö i Marks kommun i Västergötland och ingår i Viskans huvudavrinningsområde.